# Disperse Yellow 7
Disperse Yellow 7 ist ein Disazofarbstoff aus der Gruppe der Dispersionsfarbstoffe, der im Textilbereich zum Färben von Polyester eingesetzt wird.

## Eigenschaften
Der Farbstoff kann durch reduktive Spaltung krebserregende Arylamine bilden. Daher ist die Verwendung von Disazofarbstoffen wie Disperse Red 151, Disperse Yellow 7, Disperse Yellow 23 und Disperse Yellow 56, die sich von p-Aminoazobenzol ableiten, sehr eingeschränkt und sie befinden sich auf der Liste eingeschränkt nutzbarer Substanzen (RSL) wie z. B. bei der Mitgliederorganisation verschiedener Bekleidungs- und Schuhunternehmen Apparel and Footwear International RSL Management Group (AFIRM).
Untersuchungen zu Umweltrisiken zeigen, dass Disperse Yellow 7 in relativ hohen Konzentrationen toxisch ist und bei Froschlarven, die mit kontaminierten Sedimenten in Kontakt gebracht werden, Missbildungen hervorrufen. Die toxische Wirkung mit kontaminiertem Wasser ist selbst bei höheren Konzentrationen geringer.